# Isidore Bakanja
Isidore Bakanja (Bokendela, circa 1887 – Ikili, 15 agosto 1909) è stato un beato della Repubblica Democratica del Congo.
È venerato come beato e martire dalla Chiesa cattolica ed è considerato un vero esempio della riconciliazione tra persone di etnie differenti.

## Biografia
Isidoro, di etnia Mongo, nacque tra il 1885 e il 1890 a Bokendela, nel territorio di Mbandaka, all'epoca parte del Congo belga (oggi Repubblica Democratica del Congo). 
Incontrò dei frati trappisti che istruirono alla fede cattolica e lo battezzarono il 6 maggio 1906. Il giorno del battesimo ricevette lo scapolare della Madonna del Carmelo, scapolare che non lasciò mai.
A circa 18 anni cominciò a lavorare come aiuto-muratore. Descritto dai compagni di lavoro come un giovane dolce e un lavoratore coscienzioso, non nascondeva la sua fede e sfruttava i momenti liberi per evangelizzare.
Successivamente trovò lavoro a Busira come domestico di un belga della S.A.B. (società coloniale che si occupava di caucciù), Reynolds. Quando questi fu nominato assistente di un alto dirigente della S.A.B., Van Cauter, Isidoro lo seguì a Ikili, dove la società possedeva vaste piantagioni.
Purtroppo Van Cauter, come altri dirigenti, aveva una forte avversione verso i cristiani. A Isidoro, che non nascondeva la propria fede, insegnava ai compagni di lavoro a pregare e soprattutto teneva lo scapolare ben visibile sul petto (lavorava a torso nudo), Van Cauter ordinò perentoriamente di smetterla e di togliersi lo scapolare. Poiché non veniva obbedito, lo fece fustigare in diverse occasioni senza riuscire a farlo cedere.
Un giorno, incontrandolo sempre con lo scapolare, Van Cauter, preso dalla rabbia, ordinò di colpirlo con ben 100 fustigazioni. Il povero giovane, ridotto tutto a una piaga, svenne e fu nascosto in un locale appartato per non farlo troppo vedere; ma dopo qualche giorno, essendo imminente la visita di un ispettore, fu trasferito in un altro villaggio.
Durante il trasferimento, Isidoro riuscì a buttarsi fuori dal mezzo che lo trasportava e fu trovato da un uomo del posto, che inorridì al vedere le piaghe numerose e infette, sporche, invase dalle mosche. Il giovane riusciva a camminare a fatica, reggendosi su due bastoni.
In qualche modo la notizia arrivò all'ispettore della S.A.B. che diede disposizioni per portare Isidoro a Busira e farlo curare. Isidoro ricevette anche la visita di due missionari trappisti che gli amministrarono l'unzione degli infermi (24 o 25 luglio 1909).
Ma era troppo tardi. L'infezione era ormai radicata e diffusa e la medicina del tempo non conosceva gli antibiotici. Dopo circa un mese di sofferenze, il 15 agosto 1909 Isidoro spirò a Ikili, circondato dalla comunità cristiana.
L'inchiesta avviata dall'ispettore portò alla luce altri casi di persecuzione di cristiani che portavano lo scapolare. Van Cauter fu condannato a due anni di prigione.

## Culto
Il 7 giugno 1917 la salma di Isidoro Bakanja fu esumata e trasferita nella chiesa parrocchiale dell'Immacolata Concezione a Bokote, sede della missione trappista.
Isidoro fu beatificato il 25 aprile 1994 da papa Giovanni Paolo II in occasione del sinodo dei vescovi sull'Africa. La festa è stata fissata al 15 agosto, ma l'ordine dei carmelitani celebra la festa il 12 agosto).
Nel 1999 Isidore Bakanja è stato dichiarato patrono dei laici congolesi (della Repubblica Democratica del Congo).